# Loreley

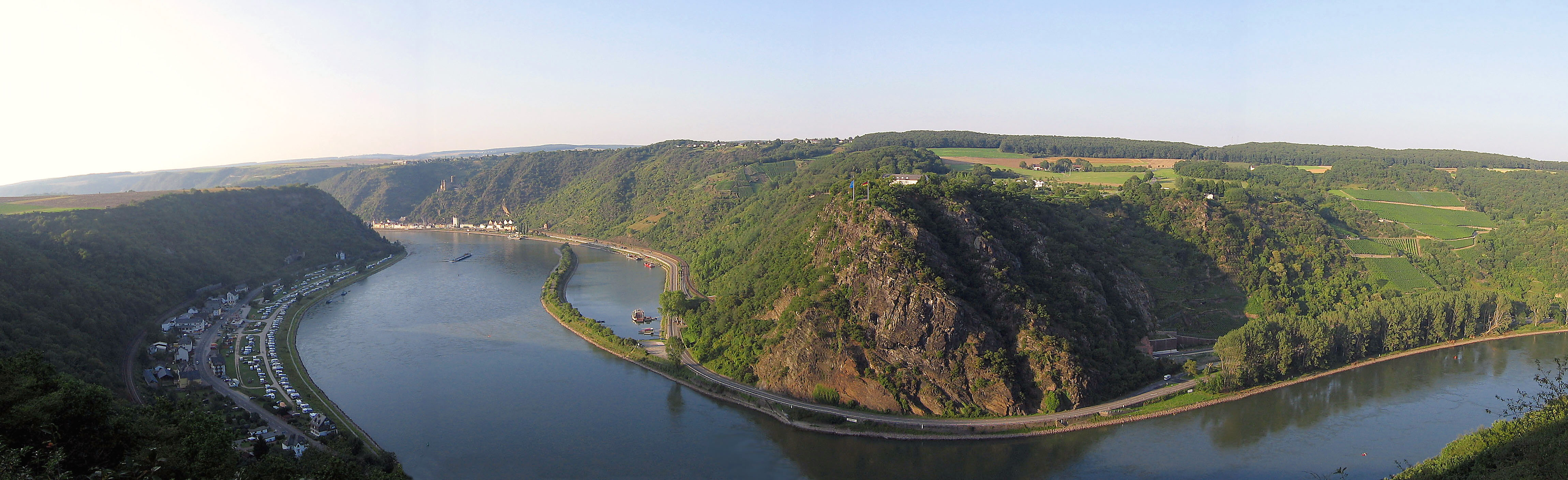
Widok na Loreley z lewego brzegu Renu

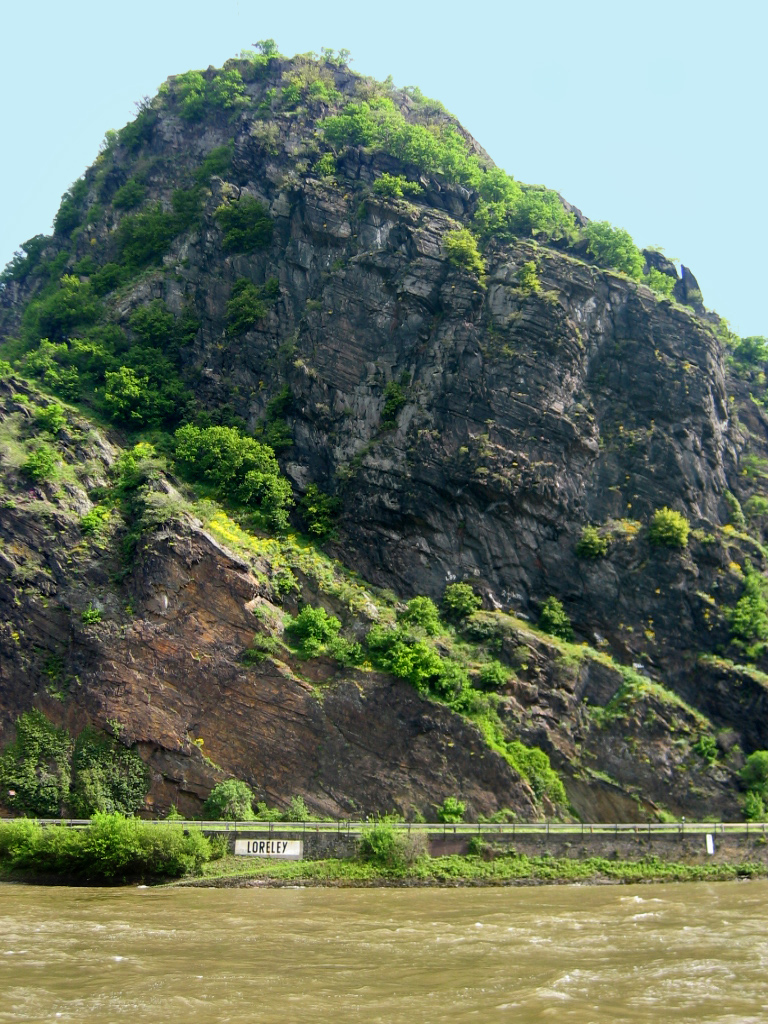
Skała Loreley

Loreley, także Lorelei – związana z wieloma legendami skała nad Renem niedaleko Sankt Goarshausen, wznosząca się około 120 metrów ponad poziom wody. Położona w najwęższym miejscu Renu między Szwajcarią a Morzem Północnym.
Nazwa Loreley pochodzi od połączenia staro-germańskiego słowa „lureln” (szemrzący) z celtyckim określeniem skały „ley”, które w dosłownym tłumaczeniu oznaczają „szemrzącą skałę”. Związane jest to prawdopodobnie z odgłosem, jaki powstaje wskutek silnego nurtu rzeki oraz znajdującego się nieopodal małego wodospadu.

## Legenda

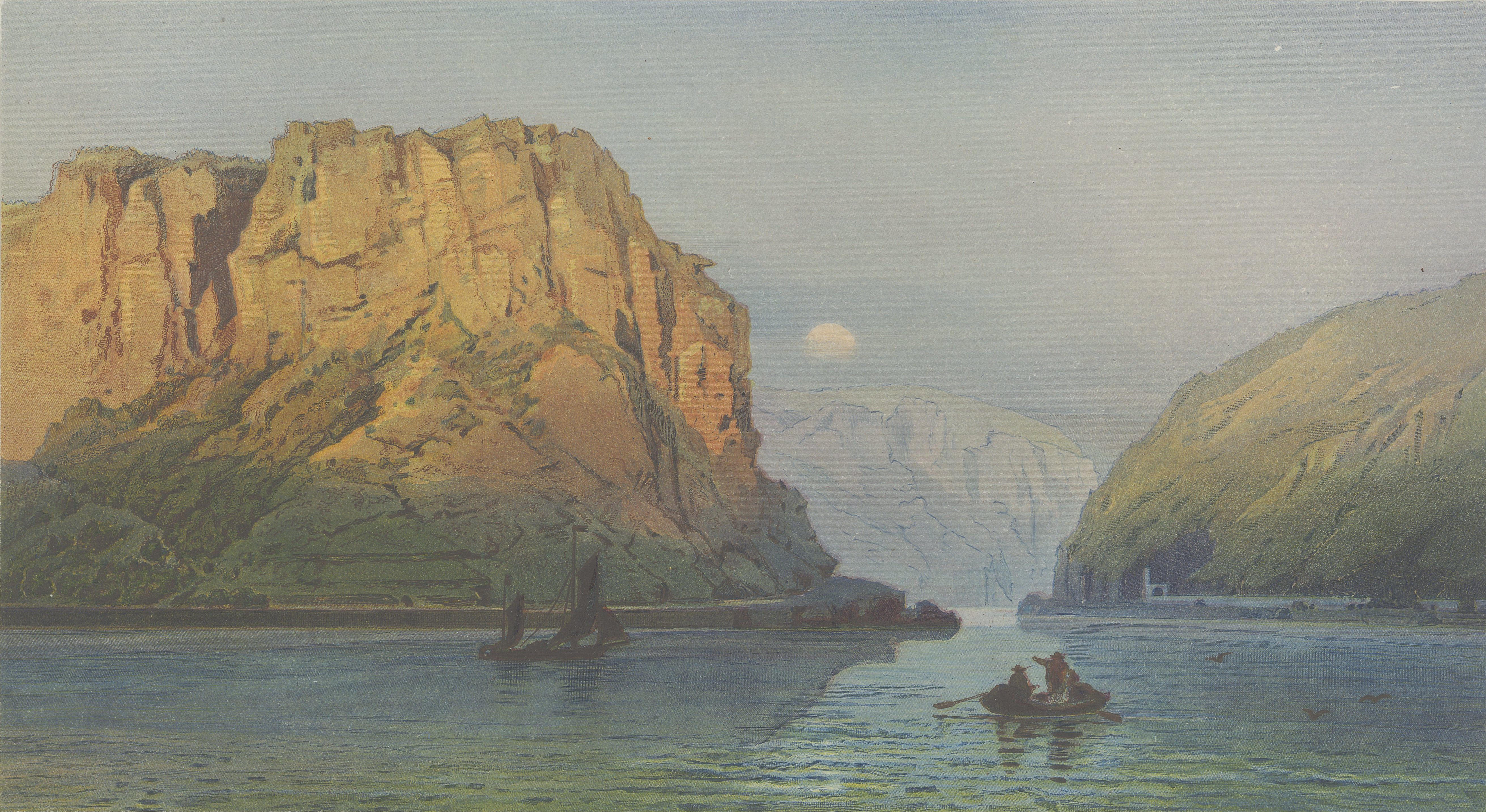
Loreley na akwareli C.P.C. Köhlera (ok. 1880)

Według jednej z legend pod Loreley zakopany jest skarb Nibelungów, według innej (która stała się motywem poematu Heinego), z wierzchołka góry rzuciła się w nurty Renu młoda dziewczyna o imieniu Lorelei, zdradzona przez kochanka. Zamieniona w syrenę zwodziła pływających po Renie rybaków, wciągając ich na skały.

## Inspiracje
Postać Lorelei była inspiracją utworów literackich i muzycznych, oprócz Heinego pisał o niej Clemens Brentano, a muzykę komponował Ferenc Liszt. Utwór pod tym tytułem na swej płycie Aégis zamieścił grający gothicmetalową muzykę zespół Theatre of Tragedy, jak również zespół Fading Colours na płycie I’m scared. Także zespół Blackmore’s Night stworzył utwór pod tytułem Lorelei. W repertuarze zespołu Dschinghis Khan znajduje się utwór „Loreley”. Południowokoreańska grupa Ladies’ Code również stworzyła utwór pod tytułem Lorelei.
Do postaci Lorelei nawiązał też w latach 80. XX w. Kapitan Nemo w piosence Twoja Lorelei. Lorelei to także tytuł jednego z utworów na płycie Treasure szkockiego zespołu Cocteau Twins. Także w dorobku zespołu Wishbone Ash znajduje się utwór o takim tytule.
Utwór Lorelei znajduje się również na wydanej w roku 2010 płycie pożegnalnej niemieckiej grupy Scorpions. Postaci Lorelei poświęcona jest piosenka Haliny Mlynkovej pod tym samym tytułem z płyty Po drugiej stronie lustra (jesień 2013).
Koleje niemieckie Deutsche Bahn uruchamiały pociąg InterCity Loreley, który w rozkładzie jazdy 2004/2005 łączył Dortmund z Konstancją.